# Dibenzofuranos policlorados
Los dibenzofuranos policlorados (DFPCs) son un grupo de sustancias químicas con uno a ocho átomos de cloro unidos a los átomos de carbono de la estructura química básica, el dibenzofurano. Hay 135 tipos diferentes de DFPCs que causan una variedad de efectos adversos sobre el organismo y el medio ambiente. Los compuestos que tienen átomos de cloro en las posiciones 2, 3, 7 y 8 de la molécula de dibenzofurano son los más perjudiciales.
No todos han sido hallados en cantidades suficientemente grandes como para estudiar sus propiedades físicas. No obstante, los que han sido estudiados no se disuelven fácilmente en agua y tienen la apariencia de sólidos incoloros.
No se ha descrito uso alguno para los DFPCs. Aparte de la producción para uso en investigación, no se producen en forma industrial. La mayoría de los DFPCs son generados en pequeñas cantidades como productos secundarios indeseables en ciertos procesos como la producción de otras sustancias químicas o en el proceso de blanqueamiento en la industria papelera. Los DFPCs también pueden ser liberados desde incineradores.